# 12a edició dels Premis Mestre Mateo
La 12a edició dels premis Mestre Mateo fou celebrada el 12 d'abril de 2014 per guardonar les produccions audiovisuals de Galícia del 2013. Durant la cerimònia, l'Academia Galega do Audiovisual va presentar els Premis Mestre Mateo en 26 categories. La gala es va celebrar al PALEXCO de La Corunya i va ser presentada pels actors Roberto Vilar i Giselle Llanio.
El 24 de febrer de 2014, en un acte celebrat al Salón Teatro de Santiago de Compostel·la, els actors Antonio Mourelos, president de l'AGA, Luis Tosar, vicepresident, i l'actriu Sabela Arán, donaren a conèixer els finalistes. El llargmetratge Somos xente honrada estava nominada a 13 premis. La següent producció en nombre de candidatures va ser la sèrie de televisió Era visto!, amb 9 candidatures. Li segueix la sèrie televisiva Luci amb 8 candidatures; la minisèrie de televisió Salgadura (una coproducció de TV3 i TVG que es va dir Salgadura en gallec i Salaó en català), amb set i la pel·lícula Inevitable, amb sis nominacions.

## Premis
Els guanyadors són els que apareixen en primer lloc i destacats en negreta
| Millor pel·lícula | Millor director |
| --- | --- |

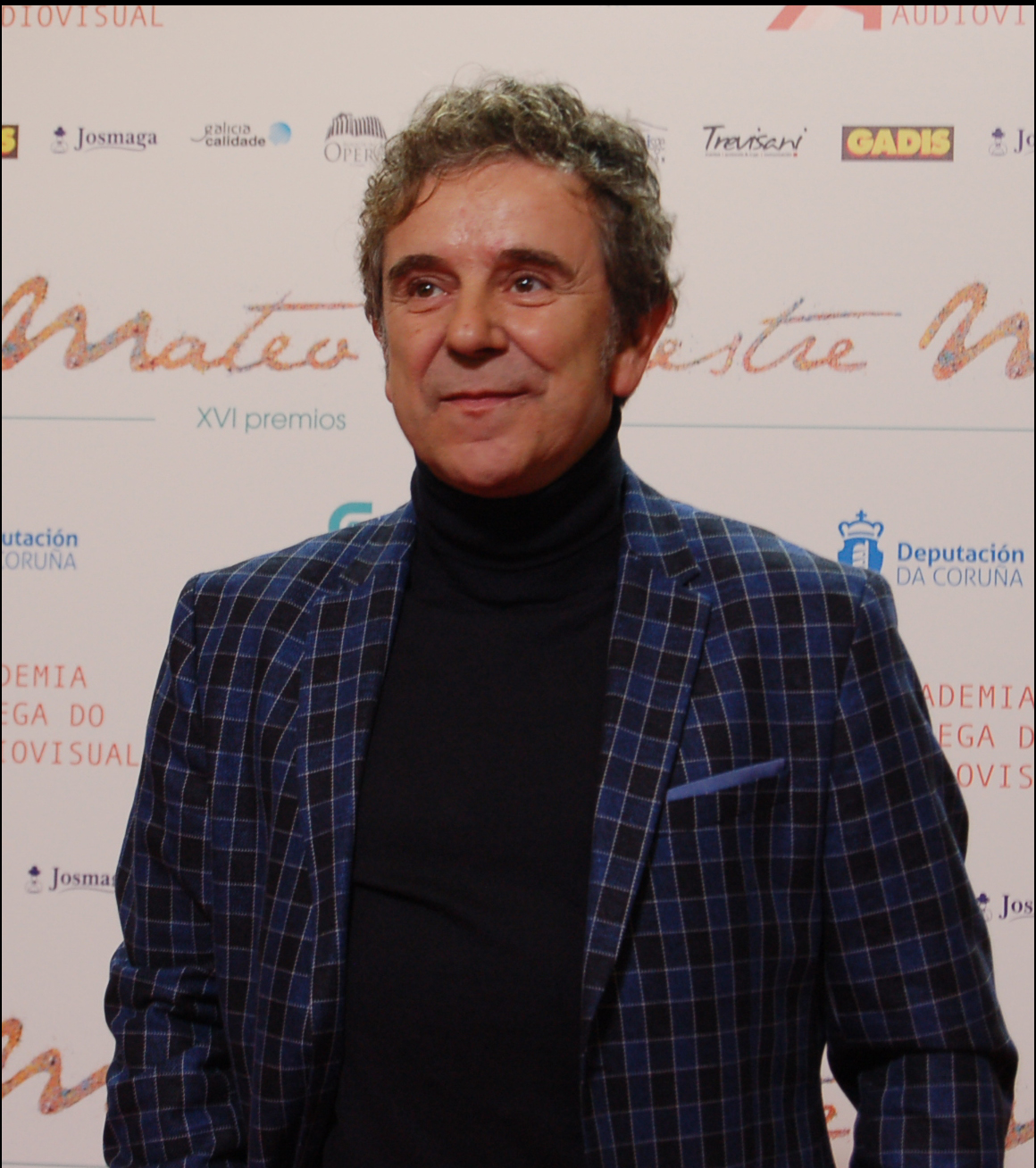
Miguel de Lira, millor actor

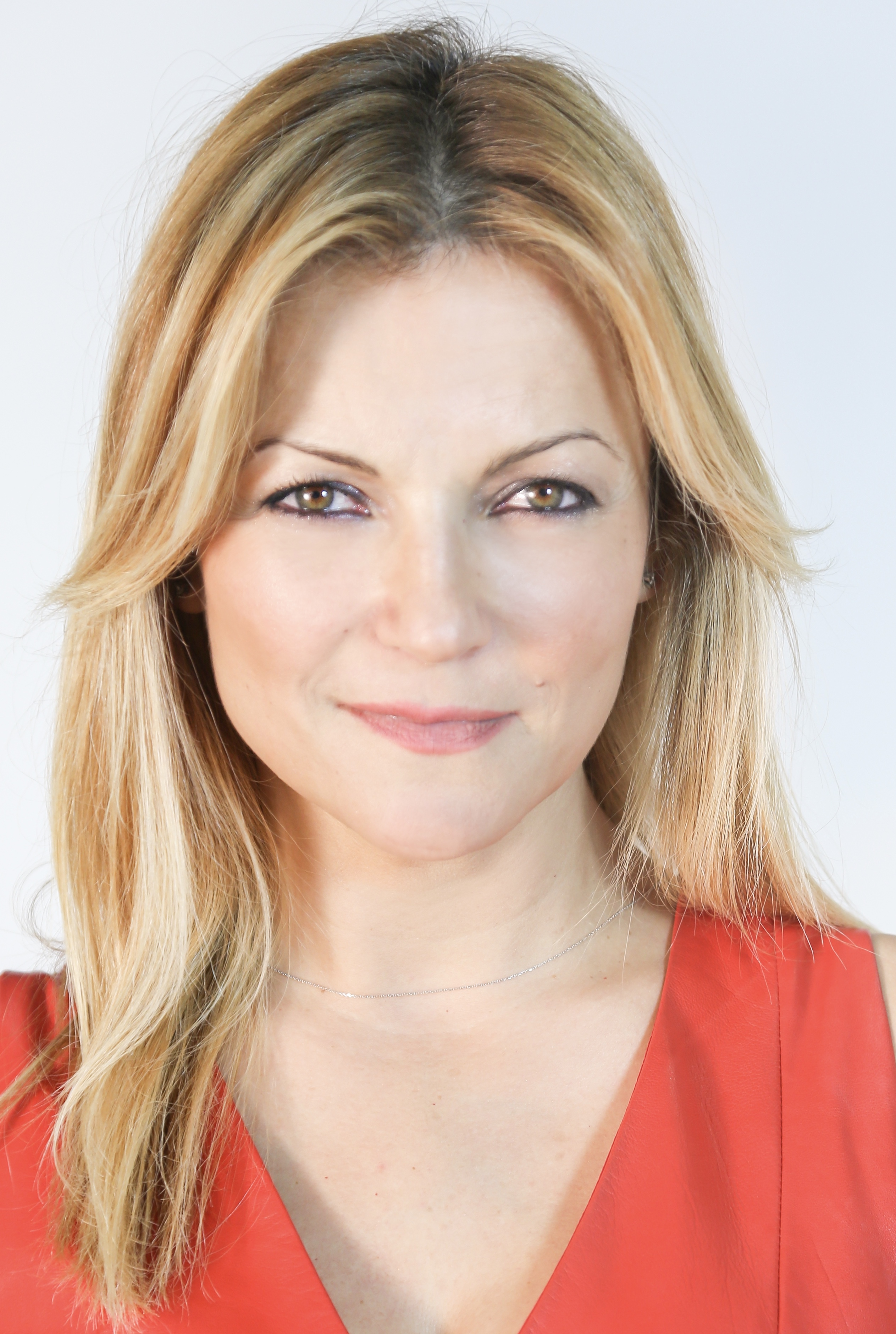
Isabel Blanco, millor actriu

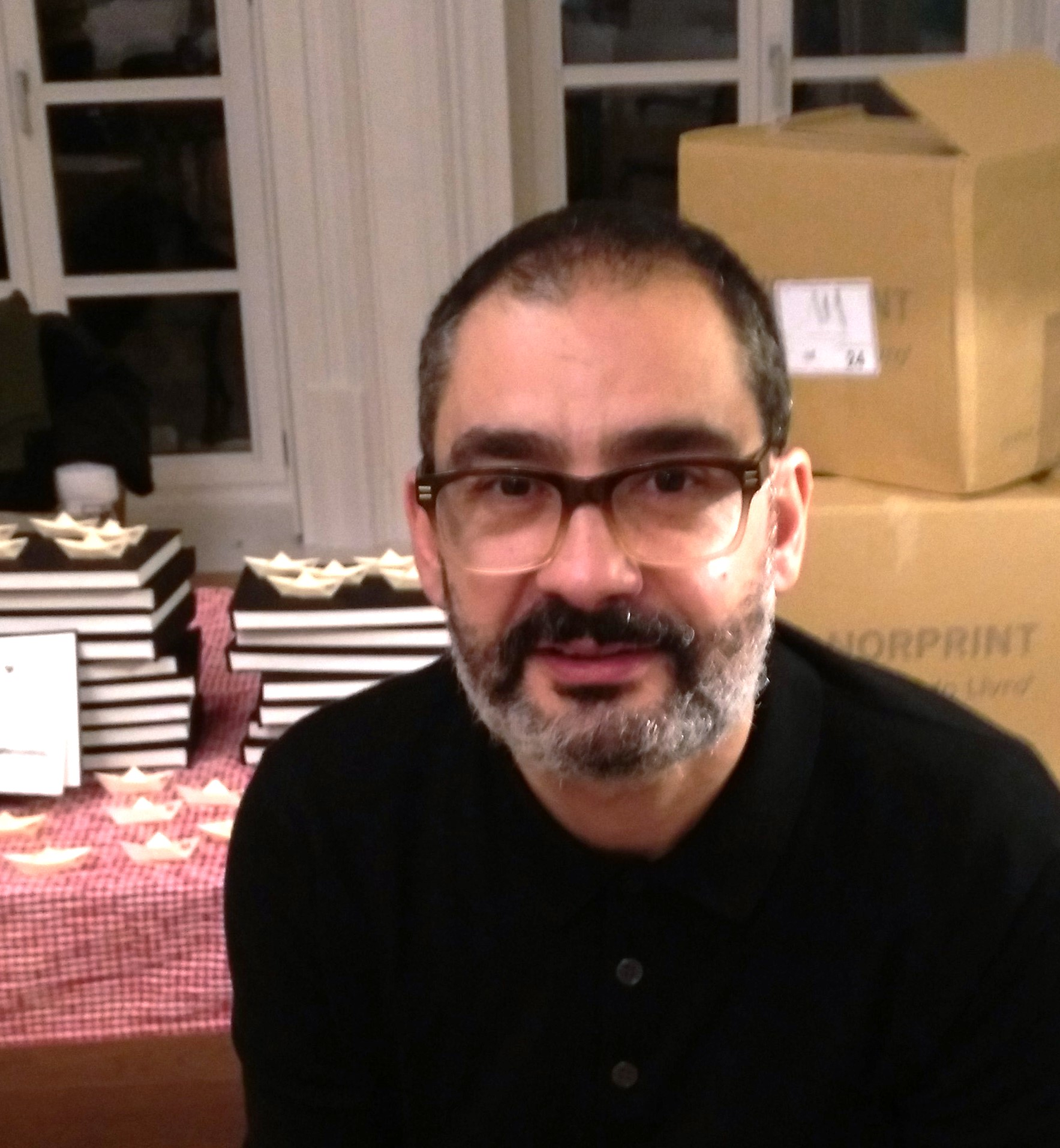
Ricardo de Barreiro, millor actor secundari

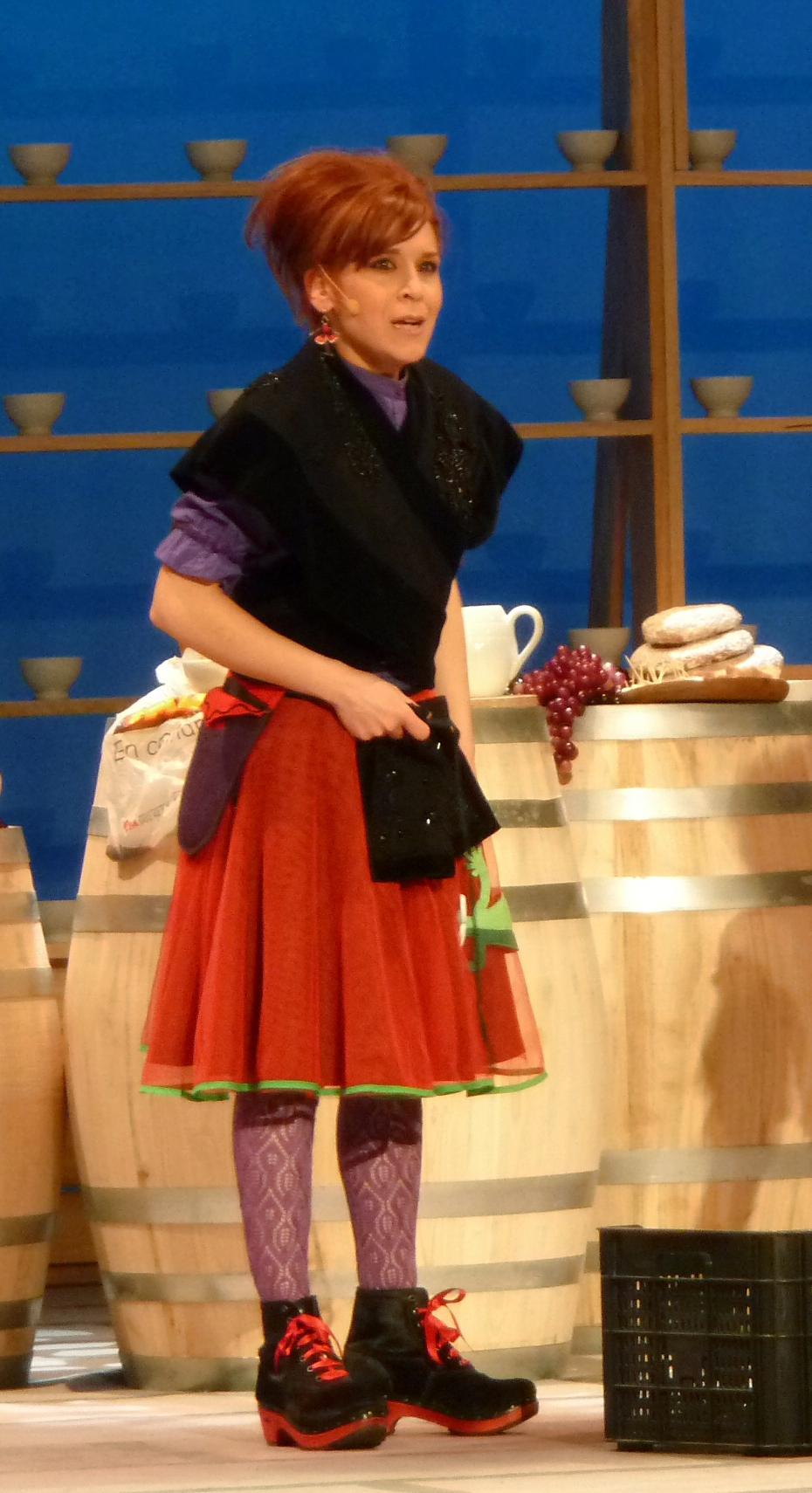
Isabel Risco, millor actriu secundària

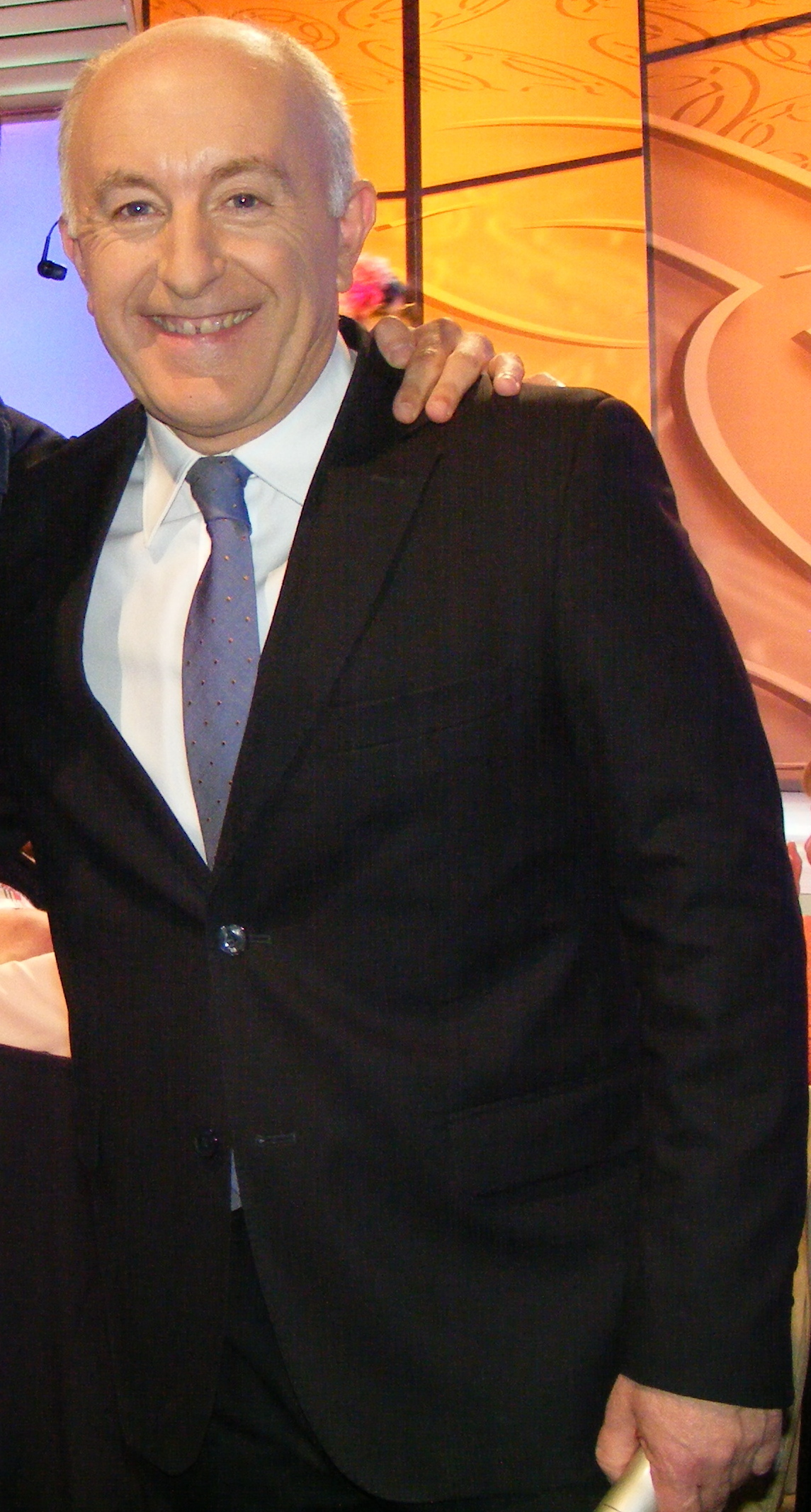
Xosé Ramón Gayoso, millor comunicador

| - Somos xente honrada – Vaca Filmes i El Terrat - 9 ondas – Noveolas Producciones i TVG - El árbol magnético – Dos35 Producciones i Parox - Inevitable – Adiviña Producións, TVG i Zarlek                                                   | - Alejandro Marzoa – Somos xente honrada - Alfonso Zarauza – Encallados - Carlos Sedes – Gran Hotel - Jorge Coira – Luci                                                                                          |
| Millor actor | Millor actriu |
| - Miguel de Lira – Somos xente honrada com Manuel - Antonio Durán "Morris" – Padre Casares com Delmiro Ferreira - Federico Pérez – Era visto! com Moncho - Xulio Abonjo – Encallados com Alfonso                                            | - Isabel Blanco – Todos os santos com - Mercedes Castro – Padre Casares com Amelia - Nuncy Valcárcel – Luci com Luci (sèrie de televisió)\|Luci - Patricia Vázquez – Era visto! com Elvira                        |
| Millor actor secundari | Millor actriu secundària |
| - Ricardo de Barreiro – Somos xente honrada com Coach - Federico Luppi – Inevitable com o cego - Manuel Manquiña – Era visto! com Don Anselmo - Pedro Alonso – Gran Hotel com Diego Murquía                                                 | - Isabel Risco – Era visto! com Hortensia - Covadonga Berdiñas – Padre Casares com Puri - Mabel Rivera – Inevitable com Olga - Marta Larralde –Gran Hotel com Belén                                               |
| Millor guió | Millor realitzador |
| - Somos xente honrada – Miguel Ángel Blanca i Alejandro Marzoa - Era visto! – Carlos Ares, Xosé Castro e Andrés Mahía - Salgadura – Miguel Anxo Murado i Carmen Abarca - Luci – Pepe Coira, Araceli Gonda i Jorge Coira                     | - Galegos no mundo – Mónica Ares, Toño López i Isabel Caamaño - Luar – Carola Prego Grueiro - Reporteiros – Rubén García Loureda - Verbas van – Xosé Luís Piñeiro                                                 |
| Millor videoclip | Millor documental |
| - Canto de Sirena (Piti Sanz) – Piti Sanz - Acción-Reacción (Machina) – Píxel Films - Fábula (Juan Dorá) – Una Décima de Segundo Producciones i Astrágalo Studio - La primera vez (Inculpados) – Inculpados i José Luís González G. Barceló | - Costa da Morte – Zeitun Films - A pegada dos avós – EAF Producións - Toñito Blanco, só, perdido e vicioso – Xosé Zapata i TVG - A última viaxe do afiador – Boneca Lareta i Aitor Rei                           |
| Millor sèrie de televisió | Millor programa de televisió |
| - Era visto! – Producións Zopilote para TVG - Gran Hotel – Bambú Producciones - Luci – Portocabo i TVG - Padre Casares – Voz Audiovisual per TVG                                                                                            | - Zigzag diario – TVG - Galegos no Mundo – Portocabo i TVG - A casa da conexa – Ficción Producciones i TVG - Luar – TVG                                                                                           |
| Millor direcció de producció | Millor direcció artística |
| - María Liaño – Todos os santos - Bernat Manzano –Somos xente honrada - Carlos Amoedo – Salgadura - Laura Cuevas – O faro | - Marta Villar – Salgadura - Ángel de la Cruz, Rosario Carballo i Noelia Vilaboa – Todos os santos - Curru Garabal – Somos xente honrada - Suso Montero – A casa da conexa                                        |
| Millor comunicador de televisió | Millor muntatge |
| - Xosé Ramón Gayoso – Luar - Fernanda Tabarés – Vía V, de V Televisión - Terio Carrera – Telexornal-Serán Deportes - Xosé Antonio Touriñán – A casa da conexa                                                                               | - Encallados – Adrián Pino - Inevitable – Guillermo Represa - Gran Hotel – Julia Juanatey - Somos xente honrada – Sofi Escudero i David Gallart                                                                   |
| Millor música original | Millor so |
| - Inevitable – Berrogüetto - Somos xente honrada – Sergio Moure de Oteyza - Salgadura – Xavier Font - Era visto! – Piti Sanz | - Salgadura – David Machado, Dani Zacarías i Enric Triviño - Inevitable – José Alberto Suárez i Pablo Beade - Luci – Juan Gay - Somos xente honrada – Vasco Pimentel, Marc Bech i Jordi Monrós                    |
| Millor fotografia | Millor maquillatge i pentinat |
| - Encallados – Alberto Díaz “Bertitxi” - Somos xente honrada – Arnau Valls Colomer - Salgadura – Marta Villar - A casa da conexa – Suso Montero                                                                                             | - Somos xente honrada – Susana Veira i Erea Pérez - Era visto! – Ana Coya - Luci – Natalia Arcay - A casa da conexa – Trini F. Silva                                                                              |
| Millor sèrie web | Millor producció de publicitat |
| - Entre Pipas – Cassinello Arias Rizzi - Canillejas – Pablo Fontenla i Manuel Barreiro - Joke Business – Israel Nava i Déborah Vukusic - El quid – Raúl García i Bruno Nieto                                                                | - Estrella Galicia Feliz 2013 – Algarabía Animación - Desconecting! – Congo Producciones - Se chove, que chova! – Congo Producciones - Tino o peregrino e o viño que sabe a festa – Juan Galiñanes i Eve Martínez |
| Millor curtmetratge d'imatge real | Millor curtmetratge d'animació |
| - 3-1=0 – Olga Osorio i Juan Galiñanes con Píxel Films - Flores para Amalia – Nani Matos - Idiotas – Hipotálamo Films - Real Love – Píxel Films                                                                                             | - Aqua – Algarabía Animación - Cousas de meigas – Firmist Animación - Pepe, o cancodrilo – Bruno Martínez Pérez - Sangre de unicornio – Abrakam Estudio i Uniko Estudio Creativo                                  |
| Millor disseny de vestuari | Millor pel·lícula de televisió |
| - Salgadura – María Gil i Sonia Segura - Era visto! – Ana Sánchez - Somos xente honrada – Eva Camino - Luci – Saturna | - Encallados – ZircoZine - Salgadura – Continental Producciones, Dream Team Concept, TVG i TV3 - Tilda y Jean – Darío Autrán - Todos os santos – Artemática i TVG                                                 |

## Premis especials

### Premio de Honra Fernando Rey
- Manuel González Álvarez[5]